# Cardium costatum
Espèce
Cardium costatum est un coquillage qui se trouve sur les côtes occidentales de l'Afrique, il présente des côtes creuses, en forme de carène. De couleur blanche, il mesure jusqu'à 8 cm.

## Philatélie
Ce coquillage figure sur une émission de l'Angola de 1974 (valeur faciale : 4 $).